# Chiesa del Gesù (Palermo)

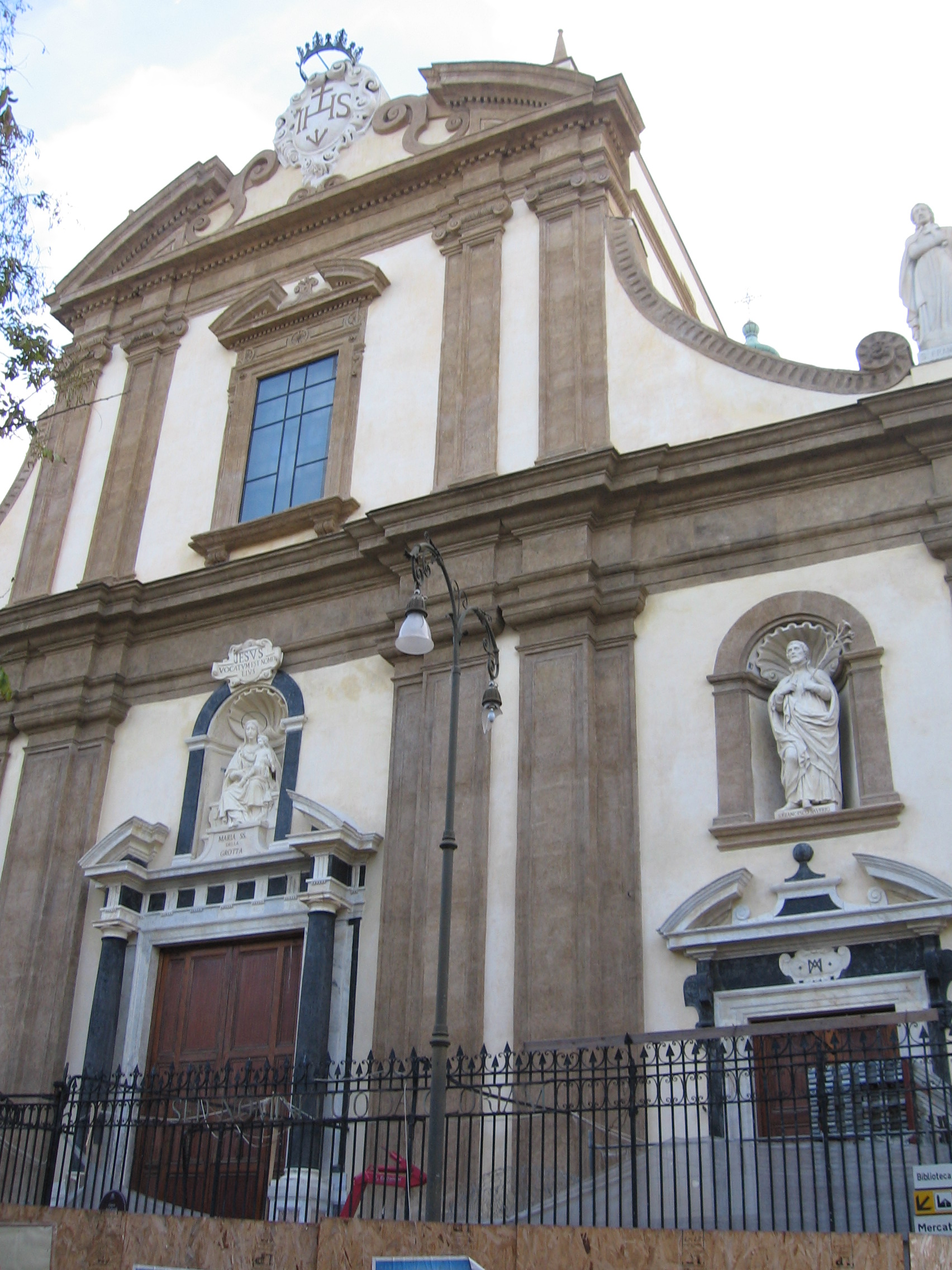
Jesuitenkirche in Palermo

Die Chiesa del Gesù, auch Casa Professa genannt, ist eine Kirche in Palermo. Sie steht an der Piazza Casa Professa und ist die älteste Kirche der Jesuiten auf Sizilien. 

## Baugeschichte
Das Kirchengebäude mit kreuzförmigem Grundriss wurde ab 1564 nach einem Entwurf von Giovanni Tristano errichtet und ab 1591 von Natale Masuccio um die Seitenschiffe erweitert. Der Ausbau des Innenraums dauerte bis 1860. 
1943 wurde das Bauwerk durch Bombenangriffe schwer beschädigt, anschließend aufwändig restauriert.

## Fassade

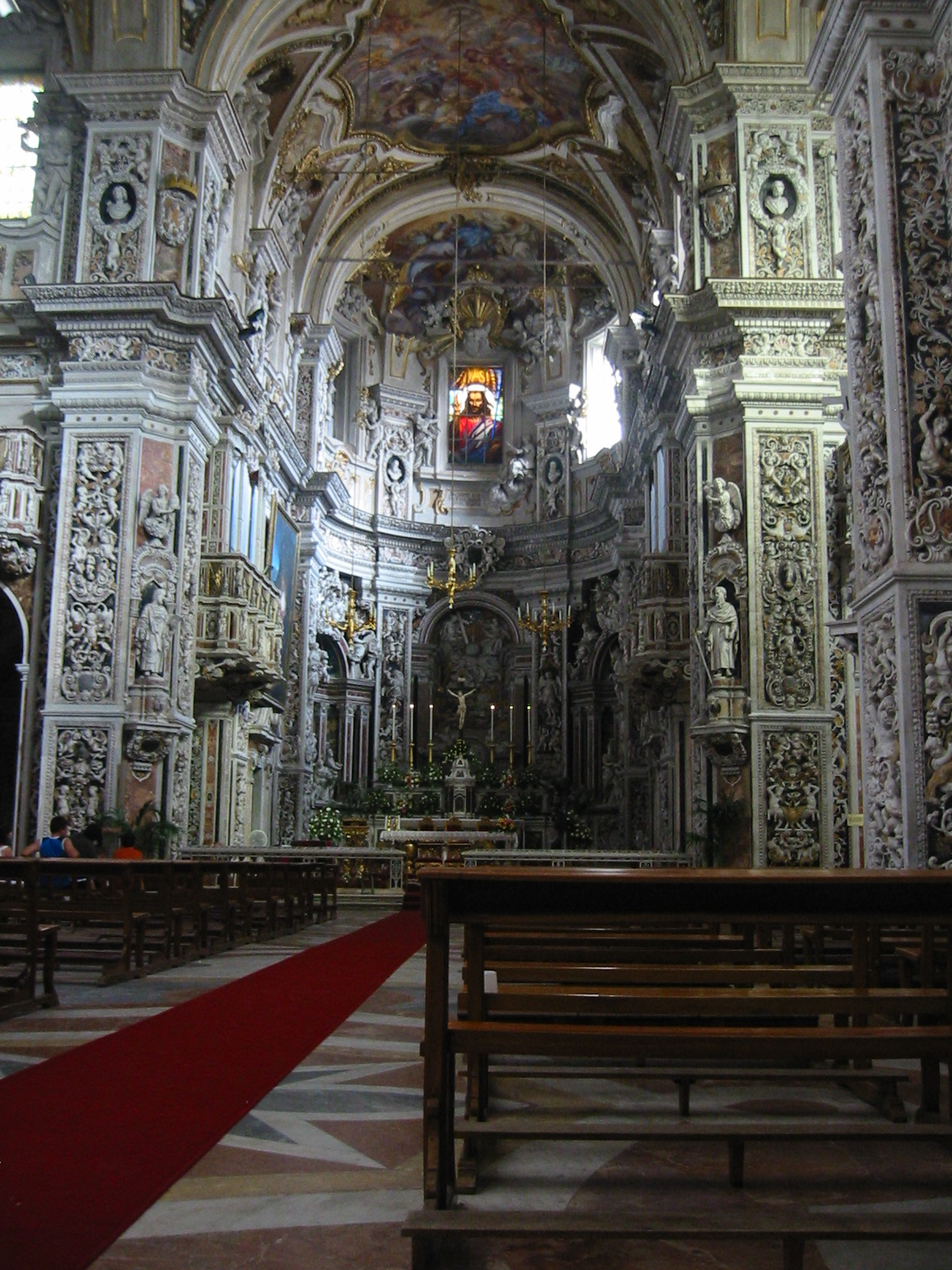
Chorraum, jesuitischer Hochbarock

Die eher schlichte Fassade wird durch ein Gesims in zwei Sektionen geteilt. Im unteren Bereich findet man drei Portale, darüber Nischen mit den Skulpturen von Ignatius von Loyola, eine Madonna mit Kind und Francisco de Xavier. Der obere Bereich ist durch Lisenen gegliedert und wird zu beiden Seiten mit Konsolen und Heiligenstatuen gerahmt. Nach oben wird die Fassade durch einen gesprengten Segmentgiebel und dem jesuitischen Wappen abgeschlossen. Die ursprünglich von Masucci geplanten seitlichen Glockentürme wurden nicht ausgeführt, der jetzige Campanile aus dem 18. Jahrhundert wurde auf dem benachbarten Palazzo Marchesi errichtet.
1943 wurde das Bauwerk durch Bombenangriffe schwer beschädigt, anschließend aufwändig restauriert. Hinter der Kirche liegt das Professhaus, die Casa Professa, in dem sich heute die Stadtbibliothek befindet.

## Innenraum
Die Anlage des dreischiffigen Innenraums folgt den Vorgaben, die mit dem Konzil von Trient insbesondere bei Jesuitenkirchen umgesetzt wurden, beispielsweise indem jeder Teilnehmer am Gottesdienst von jeder Stelle der Kirche aus der Predigt folgen konnte.
Das in Form eines lateinischen Kreuzes gebaute Kirchenschiff ist 72,10 m lang, 42,65 m breit und 70 m hoch und ist mit vielfarbigem Marmor, Stuckaturen und Fresken dekoriert. Insbesondere die marmornen Reliefs mit ihren figürlichen und ornamentalen Motiven an den Pfeilern und die perspektivisch angelegten Marmormosaike sind einzigartig. 
Die 1943 zerstörte Kuppel wurde mit doppelter Kalotte und farbigen Glasfenstern wieder aufgebaut.

## Ausstattung (Auswahl)
- Pietro Novelli: „Paulus als Einsiedler mit Anhängern“ und „Der Heilige Philipp von Agira heilt einen Besessenen“ (1639)
- Rosalia Novelli: „Mariä Verkündigung“ (1645) und “Madonna Immacolata mit Heiligen” (1633)
- Vito D’Anna: Wandfresko mit Szenen aus dem Leben der Santa Rosalia (1625)
- Antonio Grano: Tafelbilder „Heilige Familie“, „Märtyrer“ (1704), „Anbetung der Könige“ (1705) und Deckenfresko mit Szenen aus dem Leben der Santa Rosalia (1714)
- Giuseppe Spatafora: „Die japanischen Märtyrer“ (1655)
- Procopio Serpotta: Stuckbogen „Gottvater mit Engeln“ und Stuckdekoration im rechten Seitenschiff
- Gaspare Serenario: „Ciro und der Tempelbau“
- Ignazio Marabitti: Hochrelief „Heiliger Louis Gonzage“
- Gioacchino Vitagliano: „Abigail und David“
- Giambattista Ragusa: Fresken (Lisenen)
- Giovanni Travaglia: Marmorrelief (1670/72)
- Gaspare Vazzano: Fresken (1618)

## Galerie

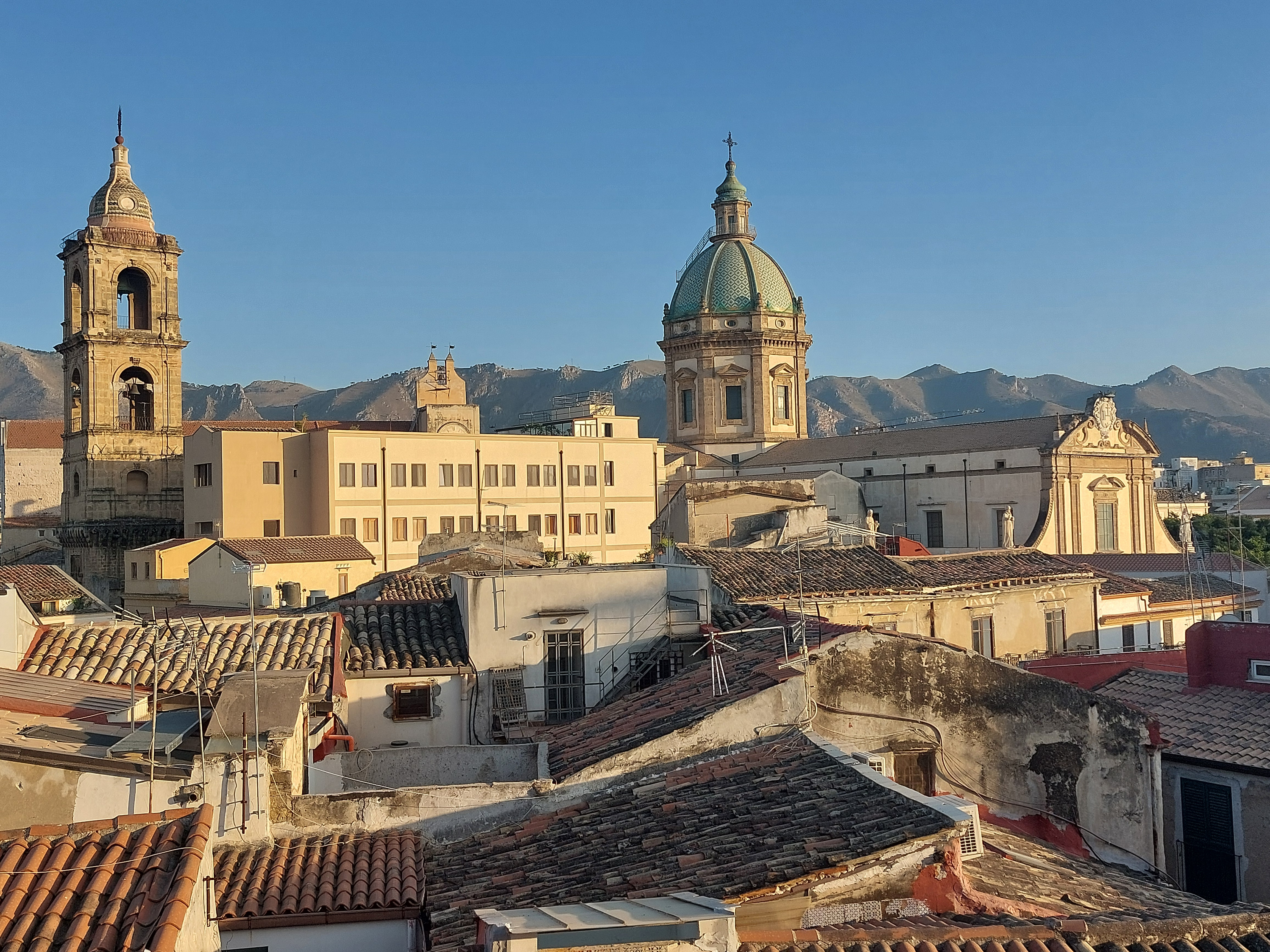
Kirche mit Kuppel (rechts), und der etwas abseits stehende Glockenturm (links)
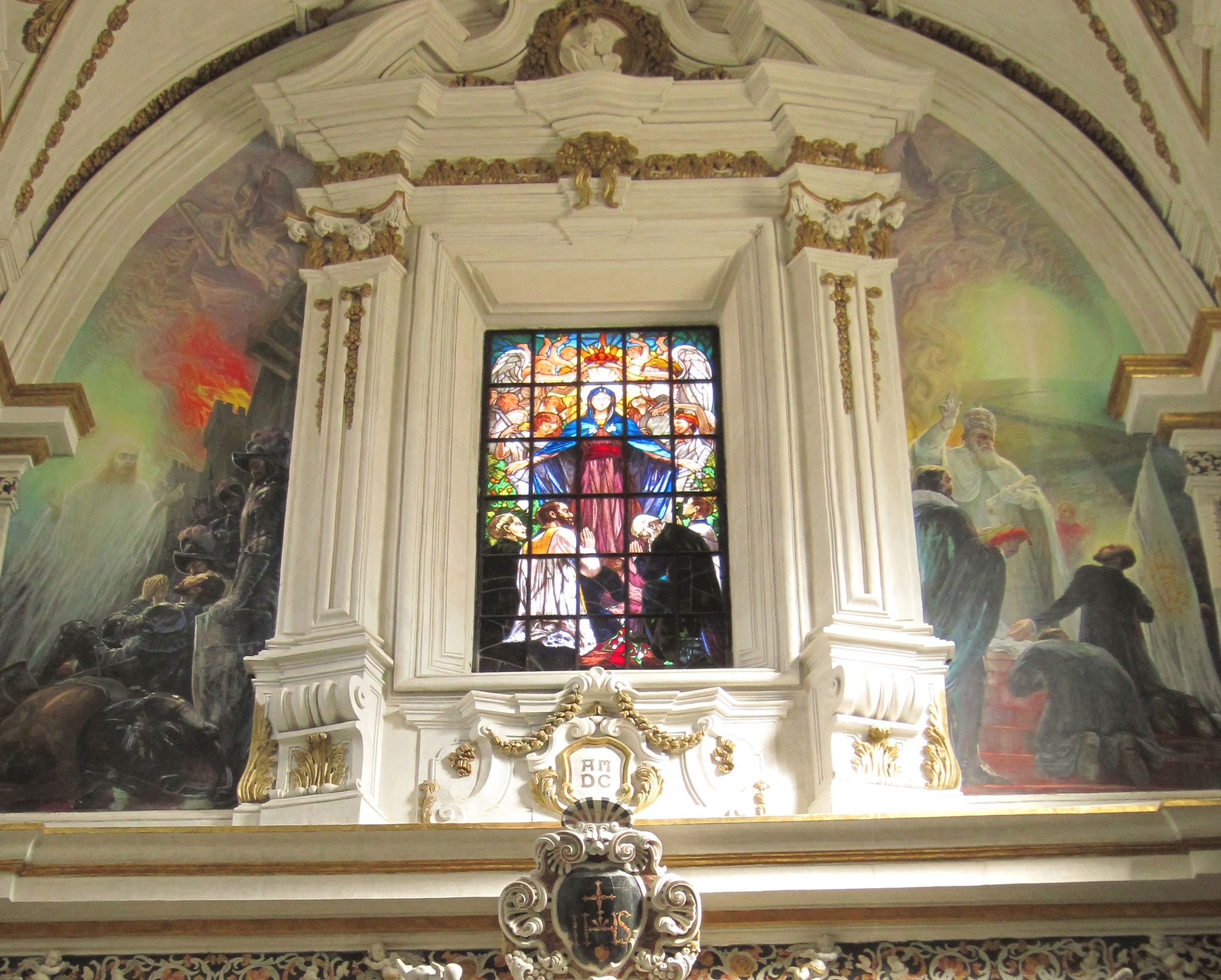
Glasmalerei und Fresken
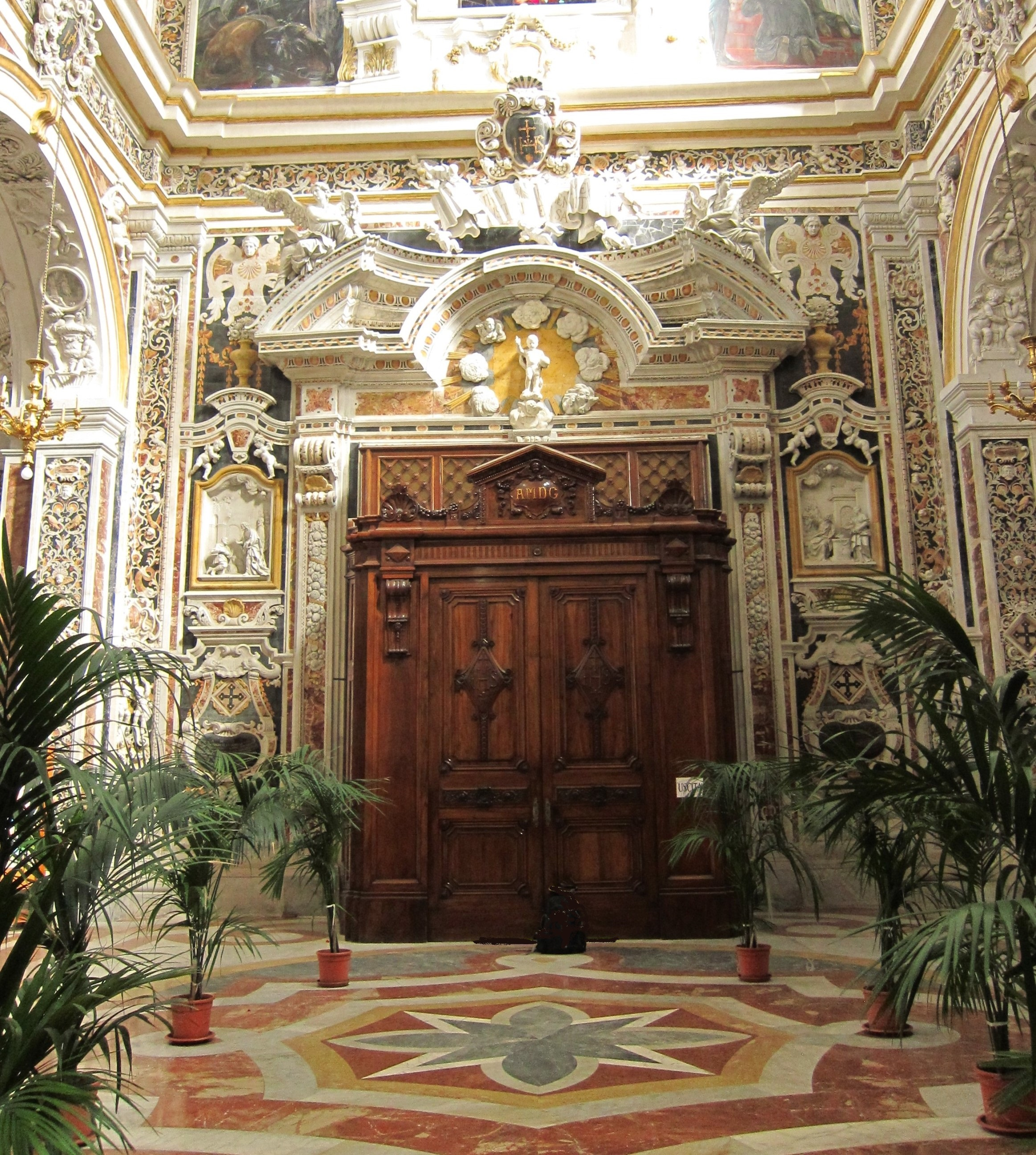
Haupteingang
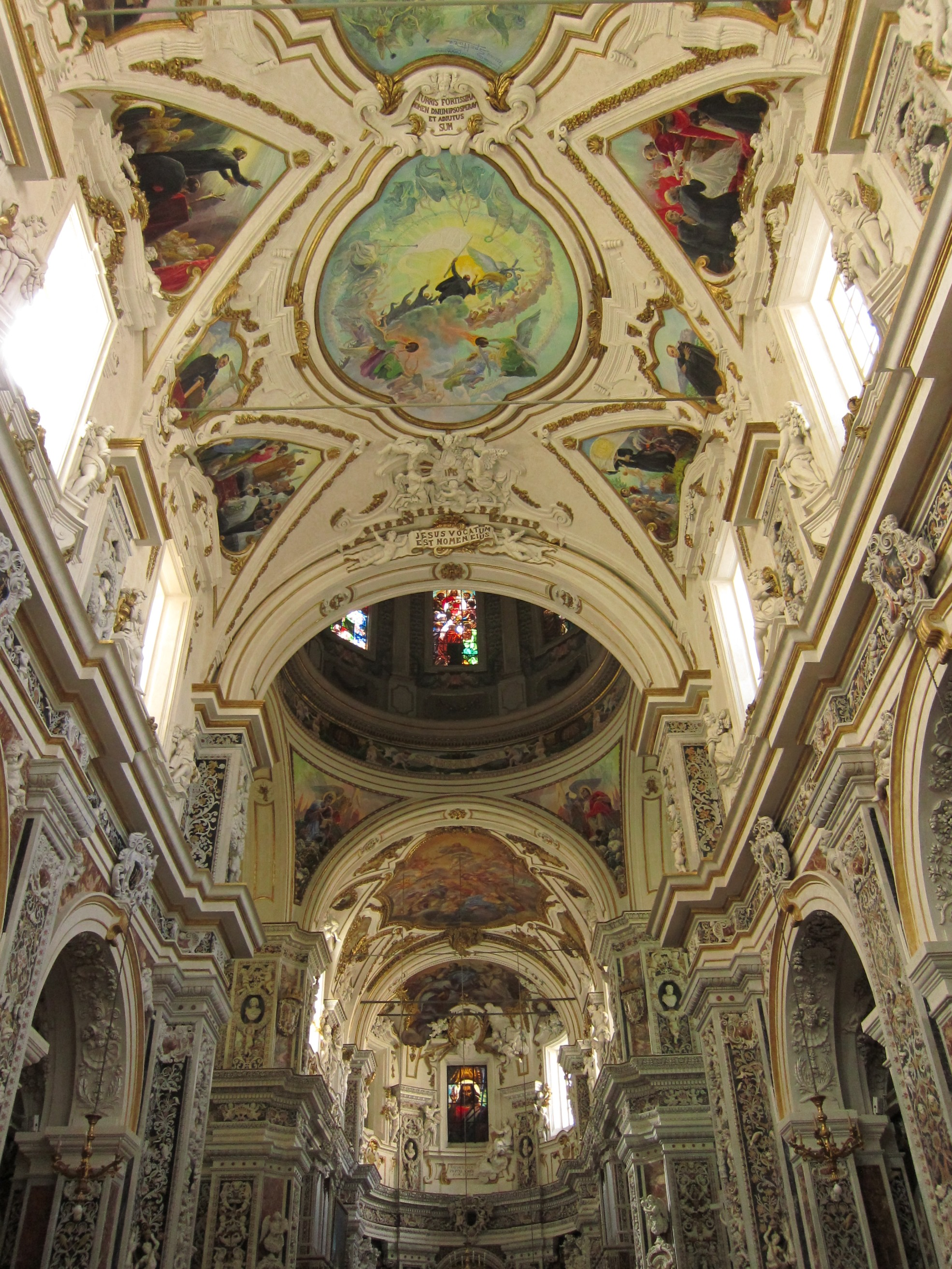
Decke und Lichtgaden
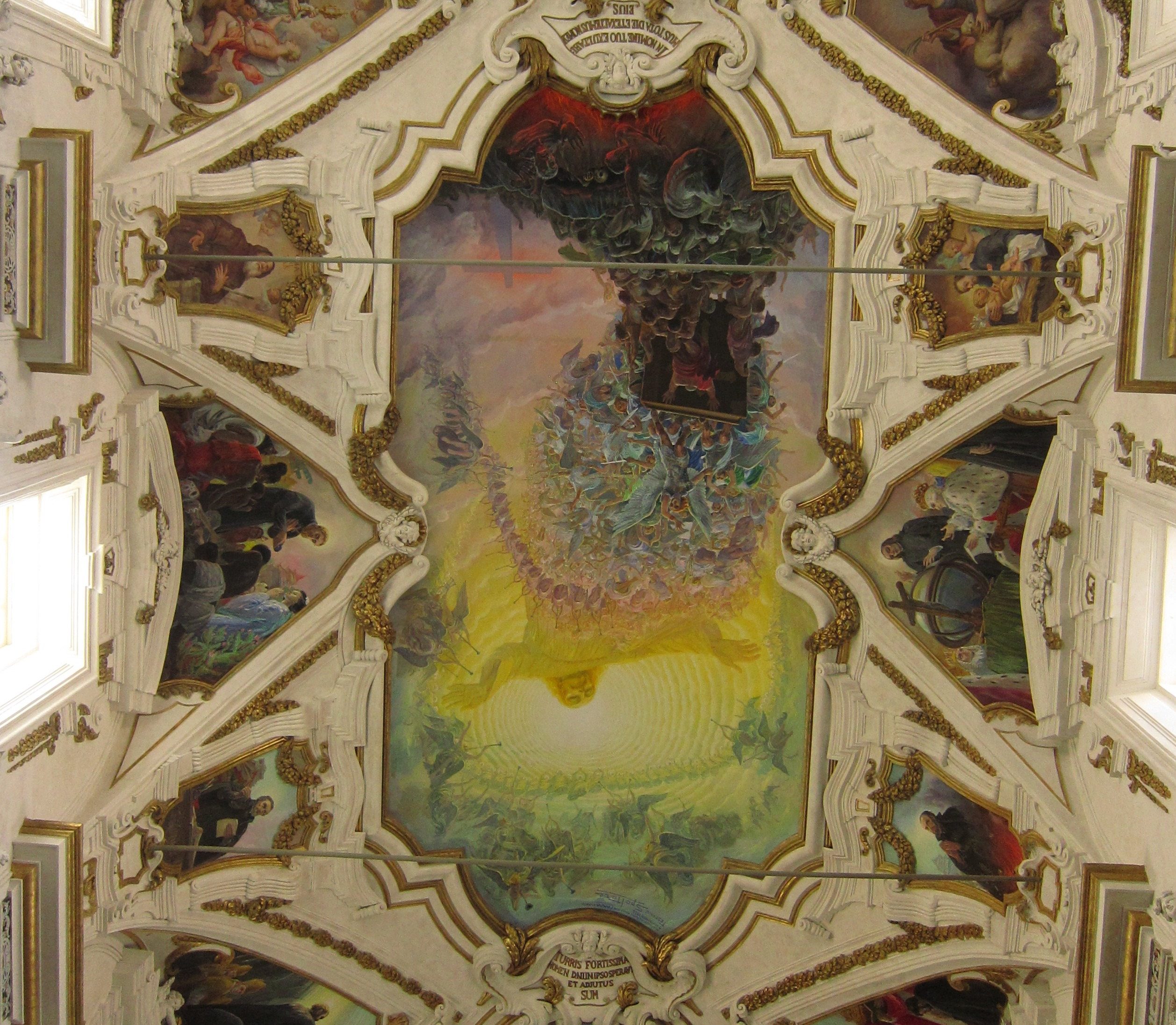
Decke mit Fresken.
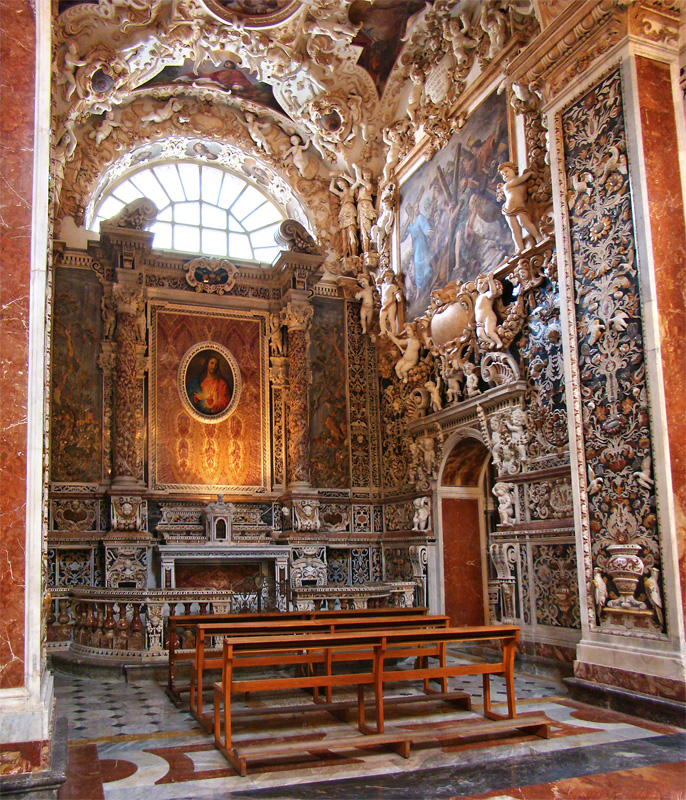
Kapelle
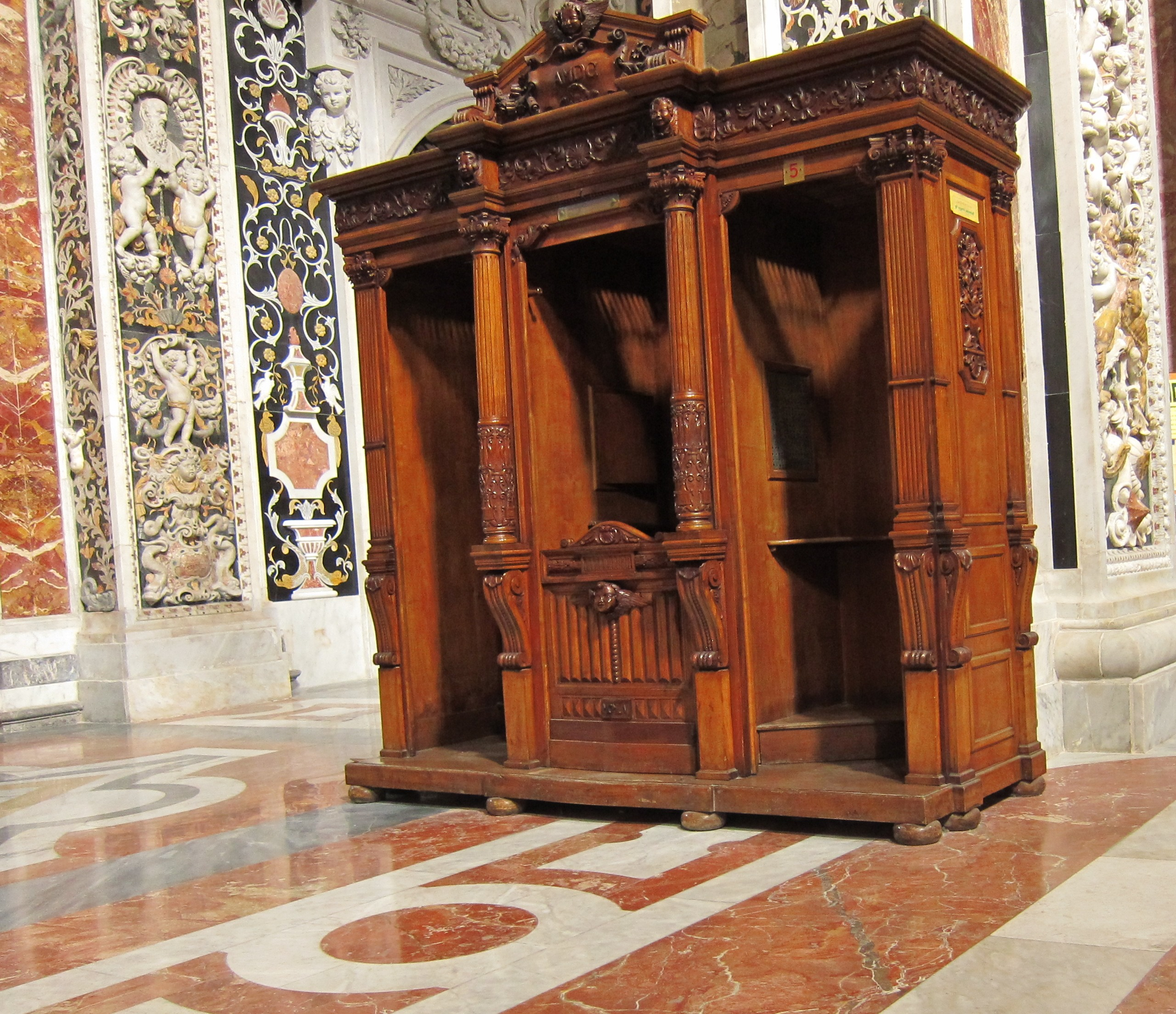
Beichtstuhl